# Spilosoma imparilis
Spilosoma imparilis är en fjärilsart som beskrevs av Butler 1877. Spilosoma imparilis ingår i släktet Spilosoma och familjen björnspinnare. Inga underarter finns listade i Catalogue of Life.